# Pañuelo

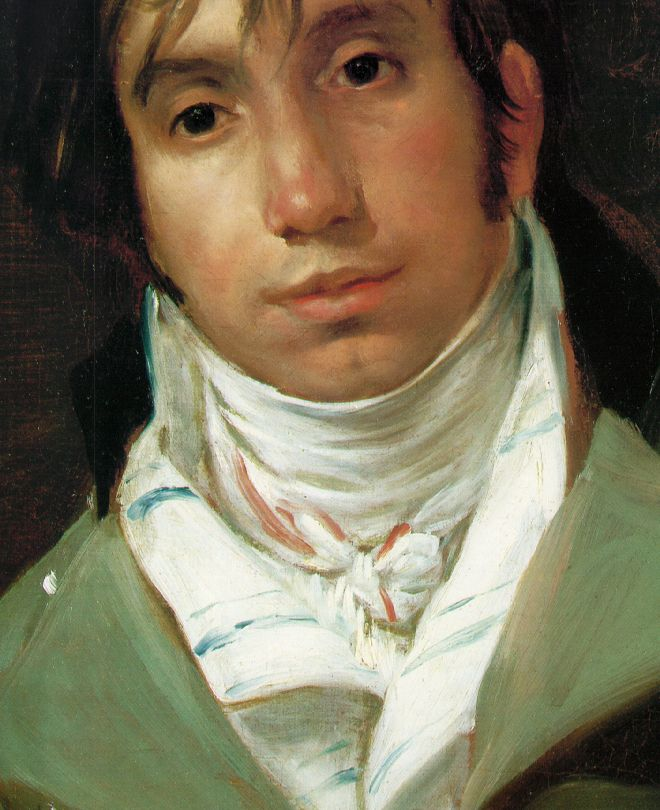
Hombre con pañuelo al cuello. Detalle del retrato Bartolomé Sureda y Miserol por Francisco de Goya (c. 1804). National Gallery of Art.

Un pañuelo es una pieza de tela cuadrada, que se lleva generalmente dentro del bolsillo, para propósitos personales de higiene tales como limpiarse las manos o sonarse la nariz, cuando es normalmente usado para esto último, suele llamarse mocador o moquero. Con las puntas anudadas, lo utilizaban en el siglo XX los trabajadores de la construcción para protegerse la cabeza del sol.
Con el mismo nombre, se conoce a la prenda de forma cuadrada que utilizan mujeres y hombres para cubrirse la cabeza o se anudan estéticamente alrededor del cuello. A diferencia de los anteriores, estos pañuelos pueden adoptar los más vistosos diseños constituyendo un tradicional artículo de regalo.

## Origen
El pañuelo se utilizaba para actos de hombre y mujer por la noche en el siglo XV por los marinos franceses que viajaban a Oriente. Allí, los agricultores tenían la costumbre de protegerse la cabeza con piezas cuadradas de lino.
En Europa, el pañuelo fue adoptado inicialmente por las damas de clase alta que los utilizaban como objeto de distinción delicadamente ornamentado. Su uso se restringía a lucirlo en la mano, agitarlo con motivo de las despedidas o dejarlo caer sugerentemente. Solo a partir del siglo XVI, se comenzó a utilizar tímidamente el pañuelo para limpiarse la nariz.

## Otros usos
- Históricamente, los pañuelos blancos se han utilizado en lugar de una bandera blanca para indicar una solicitud de tregua.
- En la cultura contemporánea, los pañuelos de diversos colores pueden servir para identificar la afiliación a una banda juvenil. En Estados Unidos por ejemplo, los pañuelos azules identifican a los Crips, mientras que sus rivales los Bloods utilizan rojo.[4]
- En la fiesta de los toros, el público agita sus pañuelos —formando una pañolada— para pedir los trofeos del torero:[5] las orejas y el rabo. El presidente, por su parte, utiliza un pañuelo para dirigir la corrida sacándolo sobre el balcón. Según el momento significa cambio de tercio, aviso, concesión de oreja, etc.
- En España y en Argentina, en caso de emergencia un enfermo puede ser trasladado al hospital en coche mientras se hace sonar la bocina y se saca un pañuelo por la ventanilla. El pañuelo también se puede utilizar como parte de la indumentaria. Tal es el caso del cachirulo en Aragón.
- En algunas fiestas populares, los peñistas y parte de la población llevan anudado al cuello el pañuelo tradicional como signo de su participación en las mismas. Así ocurre en Sanfermines[6] en España, donde los jóvenes se anudan un pañuelo rojo y en las Fiestas del Pilar en que se atan el cachirulo.
- En el fútbol y otros espectáculos en España, que el público agite los pañuelos se interpreta como signo de protesta por la actuación del equipo o contra la directiva; es lo que se llama una «pañolada».[5][7]
- El pañuelo desempeña un papel importante en algunos juegos infantiles; como por ejemplo, en el juego del pañuelo.[8]

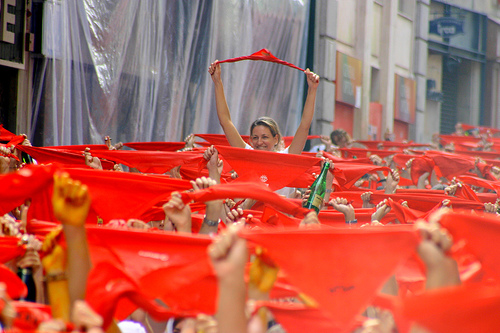
Pañuelos en el chupinazo de San Fermín en Pamplona
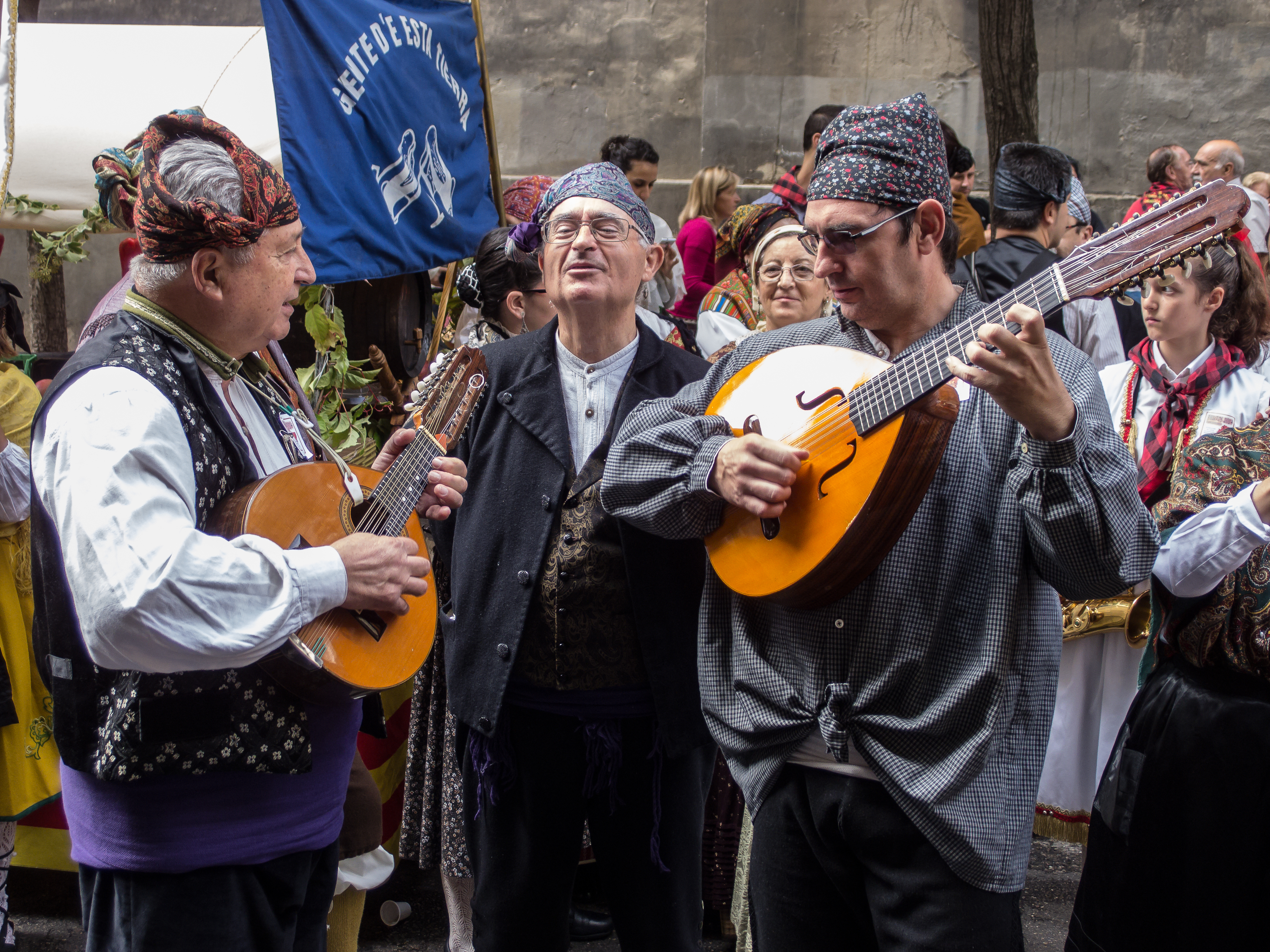
Joteros aragoneses con el pañuelo o cachirulo en la cabeza
Niños jugando al pañuelo

### Bailes con pañuelos
- En Argentina es usado para bailar la zamba, un baile folclórico.
- En Bolivia y en Chile es usado para bailar la cueca, el baile regional y tradicional chileno y el tarijeño	 (Bolivia). Se ocupa levantándolo con la mano derecha y girándolo enérgicamente.
- En México en la península de Yucatán lo utilizan los hombres para el típico baile de la jarana yucateca; y en la región de Guerrero y Oaxaca se utilizan para bailar chilenas, un baile típico originado en el cono sur de América.
- En Perú es usado para bailar la marinera, un baile típico peruano.
- En Uruguay se usa para bailar el Pericón Nacional. Un hombre usa uno amarillo, los demás hombres celestes y cada mujer usa uno blanco representando así los colores del Pabellón Nacional.
- En Colombia es usado para bailar bambuco, cumbia, mazurca, galerón, entre otros.

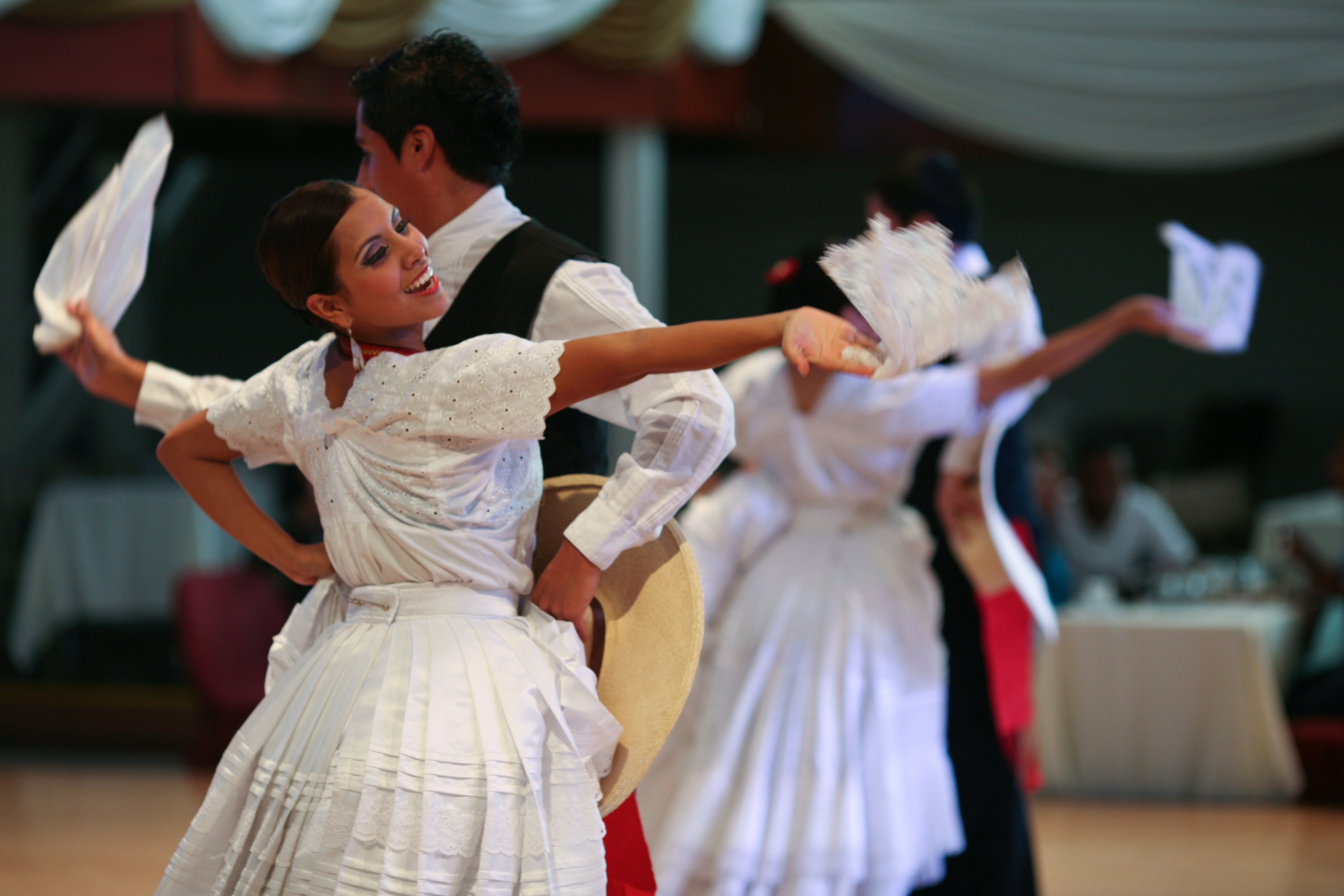
Parejas bailando la marinera en Perú.
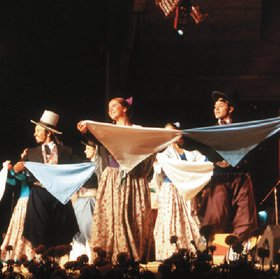
Baile del pericón
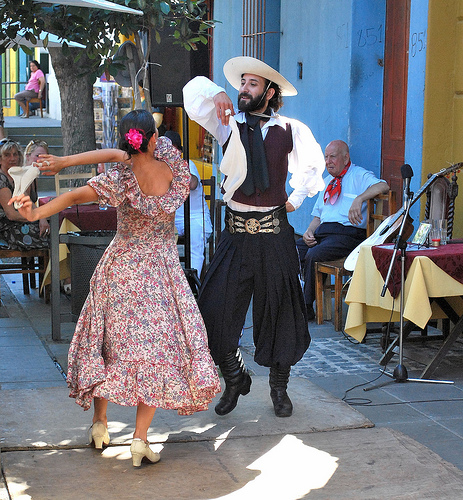
Bailarines de zamba
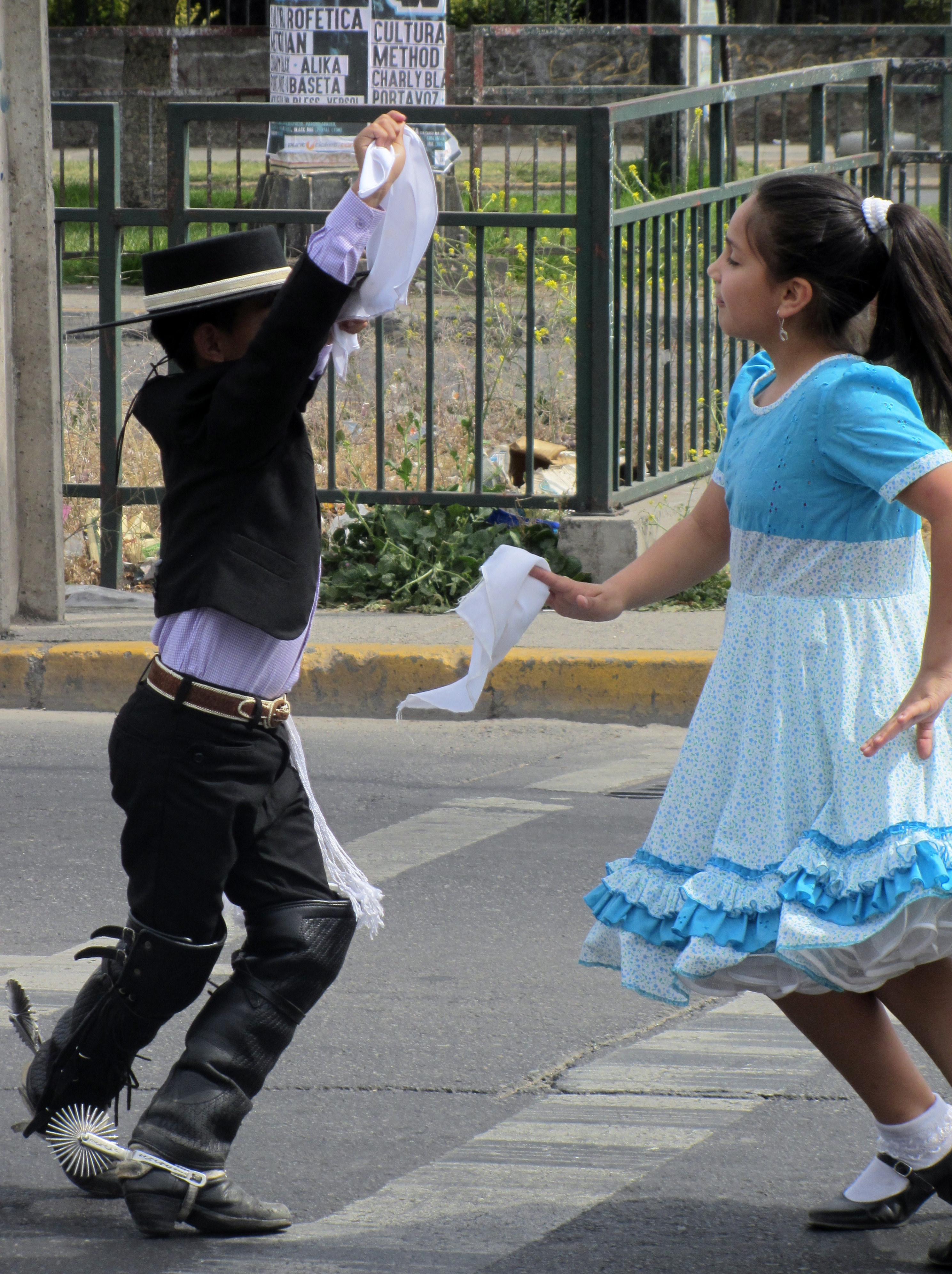
Niños bailando la cueca chilena
- Baile de la chilena

## Galería

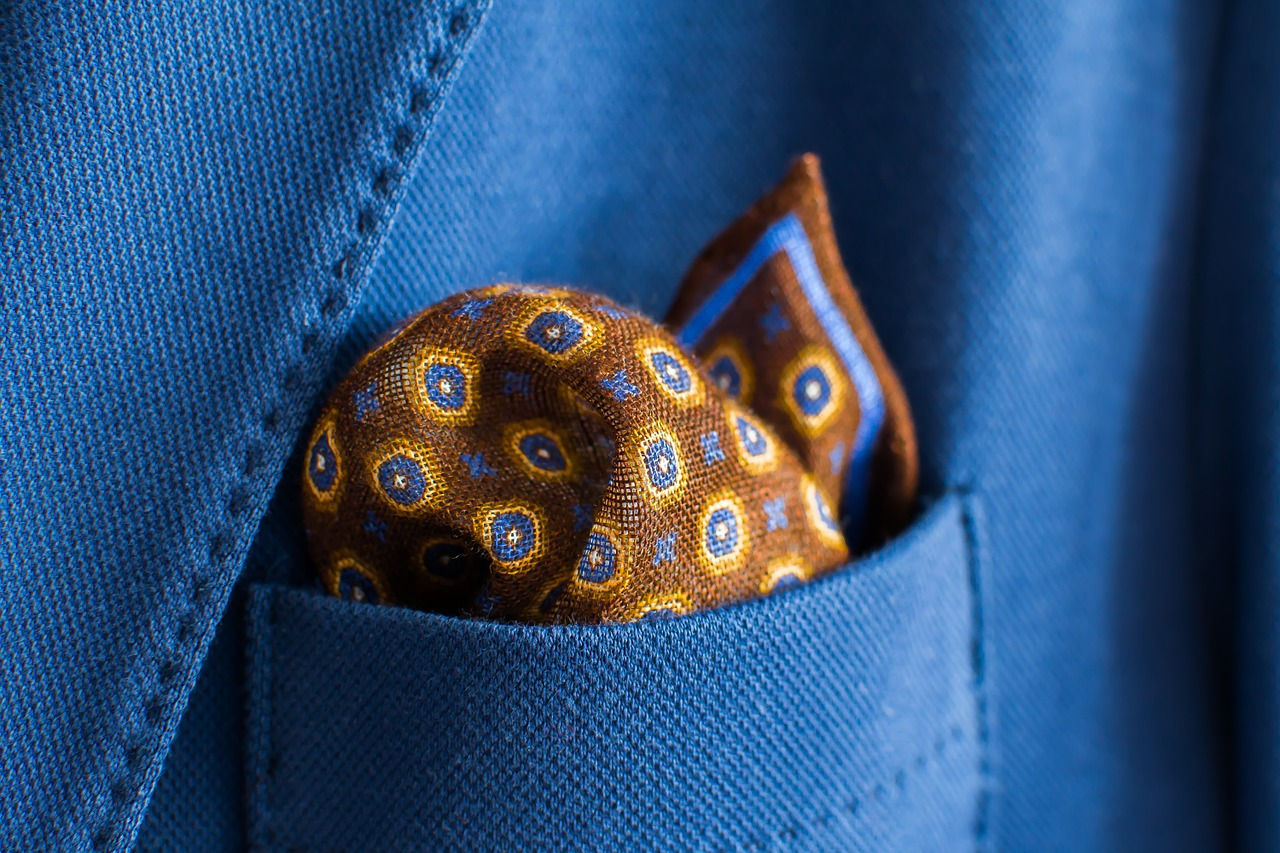
Pañuelo de bolsillo
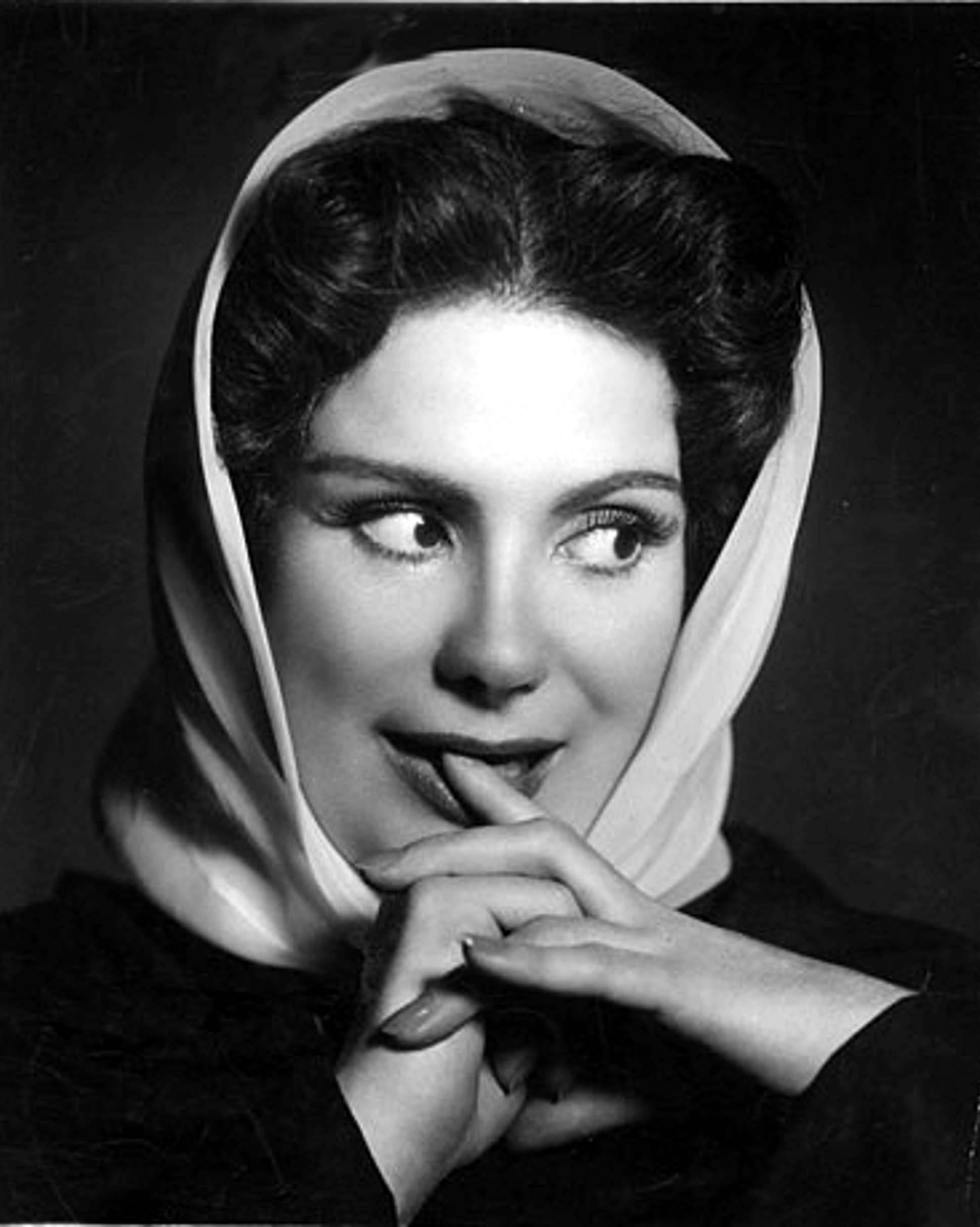
Pañuelo de cabeza
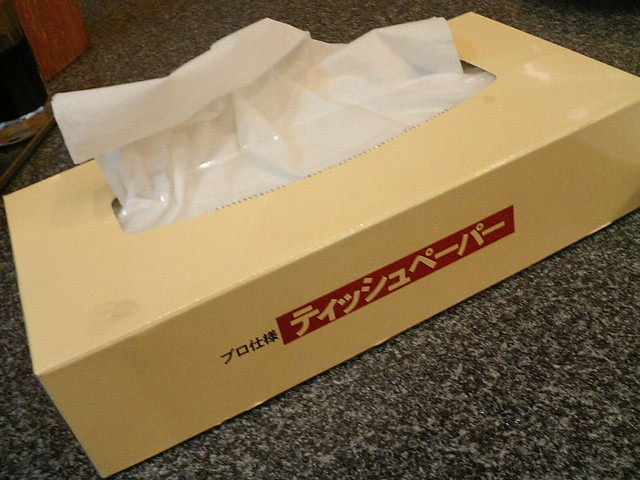
Pañuelos de papel
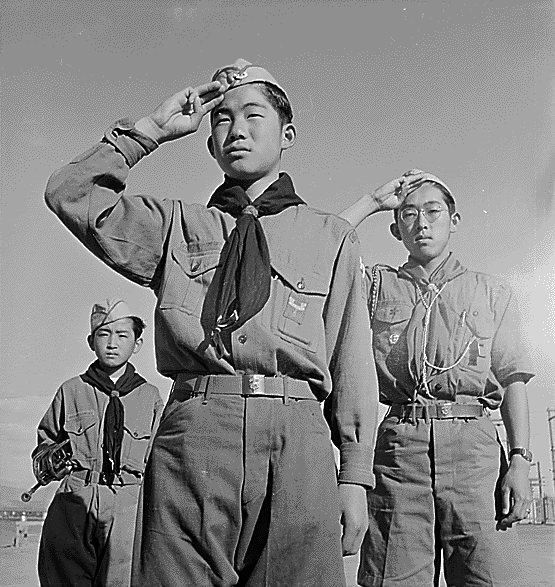
BoyScouts con pañuelo al cuello
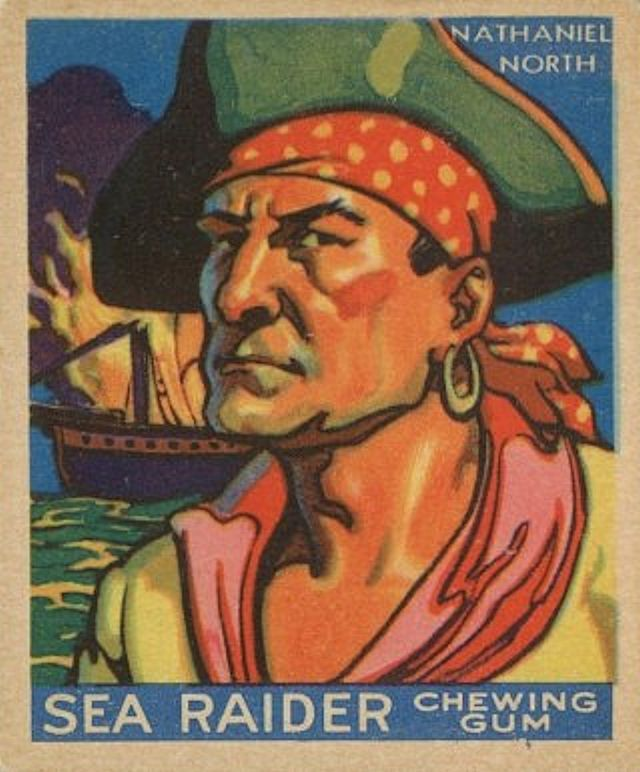
Pirata con pañuelo en la cabeza
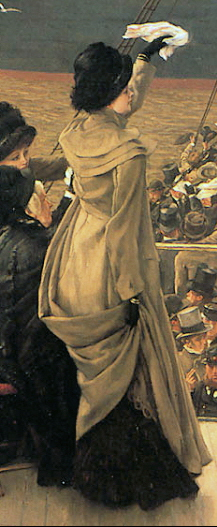
Despedida agitando un pañuelo
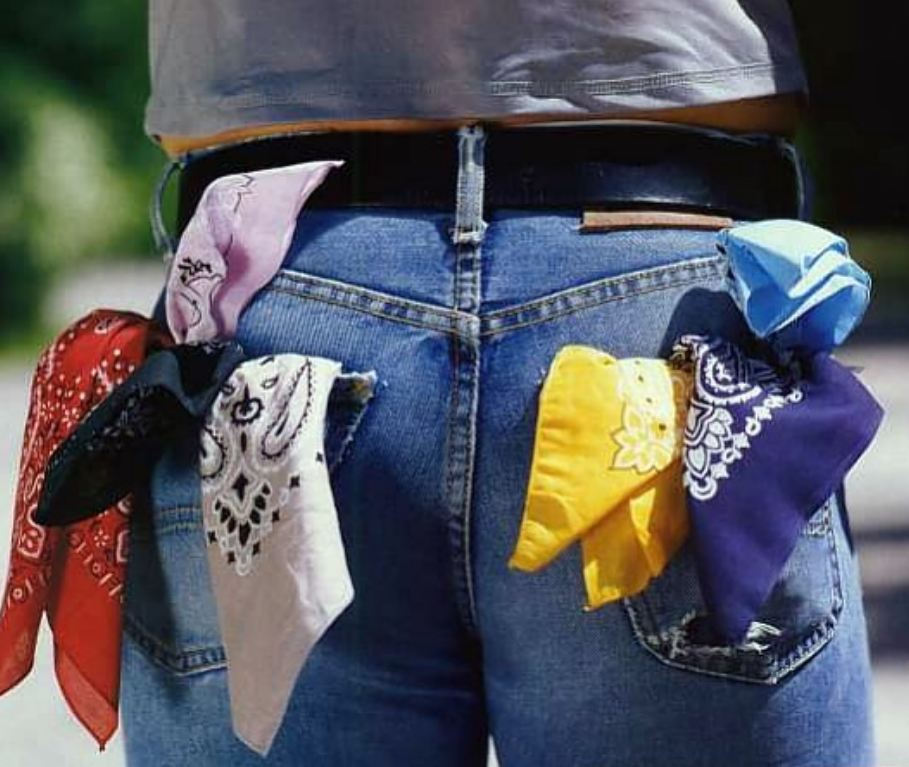
Código de pañuelos entre el colectivo LGTB